# The Innocents (Erasure)
| Recensione | Giudizio |
| ---------- | -------- |
| AllMusic   |          |

The Innocents è il terzo album in studio del duo britannico Erasure, pubblicato nel 1988. È stato il primo disco del duo a raggiungere la posizione numero 1 della classifica inglese degli album e, nel mondo, ha venduto complessivamente 5 milioni di copie.

## Tracce
1. A Little Respect – 3:32
2. Ship of Fools – 4:01
3. Phantom Bride – 3:32
4. Chains of Love – 3:45
5. Hallowed Ground – 4:05
6. Sixty-Five Thousand – 3:23
7. Heart of Stone – 3:20
8. Yahoo! – 3:48
9. Imagination – 3:28
10. Witch in the Ditch – 3:45
11. Weight of the World – 3:40
12. When I Needed You (Melancholic Mix) – 4:22
13. River Deep, Mountain High (Private Dance Mix) – 7:00